# Tetlatlahuca
Tetlatlahuca es una localidad del estado mexicano de Tlaxcala. Es cabecera del municipio de Tetlatlahuca.

## Demografía
| Censo | Población |
| ----- | --------- |
| 1900  | 859       |
| 1910  | 983       |
| 1921  | 1 139     |
| 1930  | 1 113     |
| 1940  | 1 381     |
| 1950  | 1 581     |
| 1960  | 1 838     |
| 1970  | 2 076     |
| 1980  | 2 729     |
| 1990  | 7 570     |
| 1995  | 8 401     |
| 2000  | 8 810     |
| 2005  | 4 089     |
| 2010  | 4 218     |
| 2020  | 4 618     |